# سیلیکون ناحیه‌ای-شناور

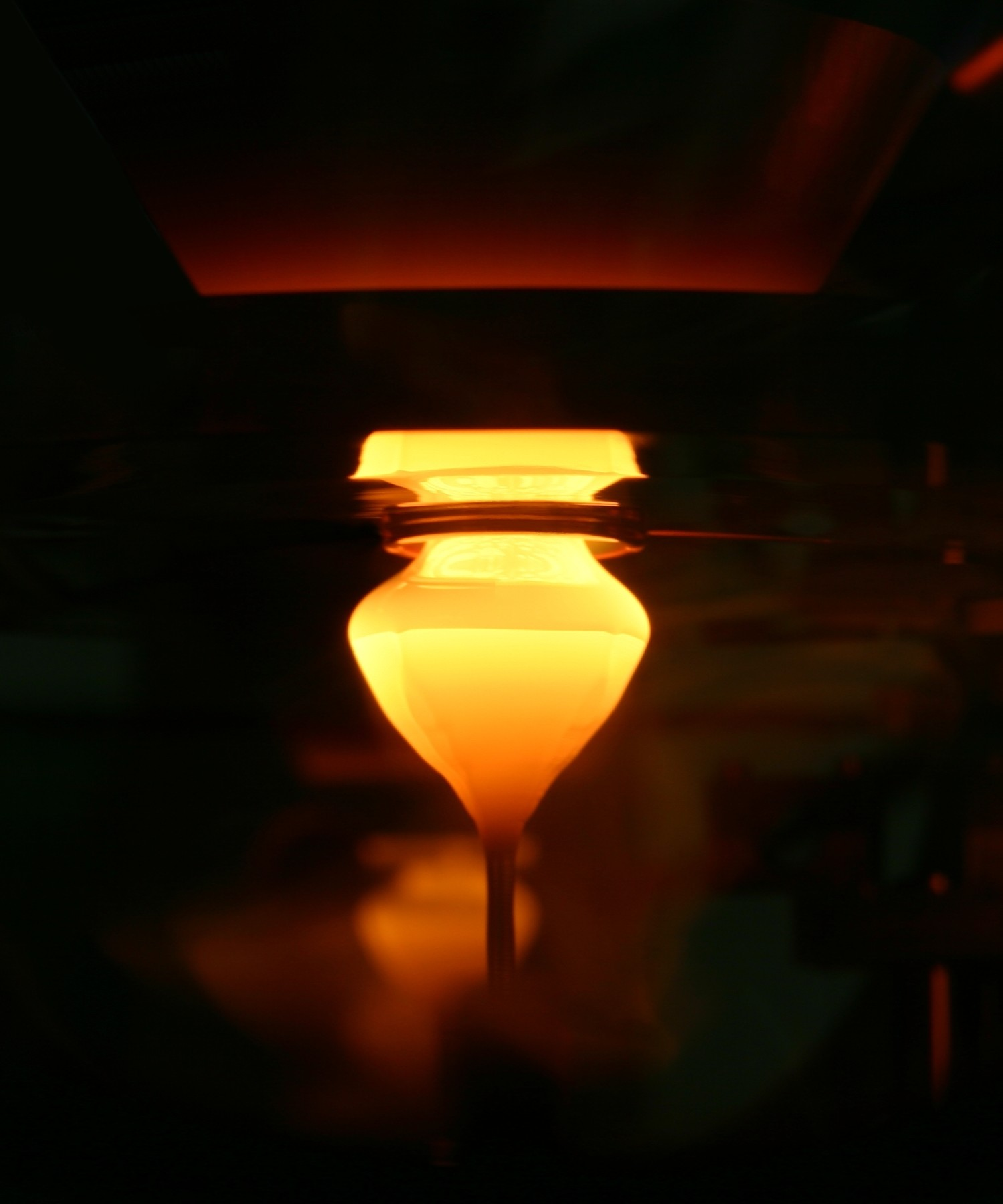
کریستال سیلیکون در آغاز روند رشد

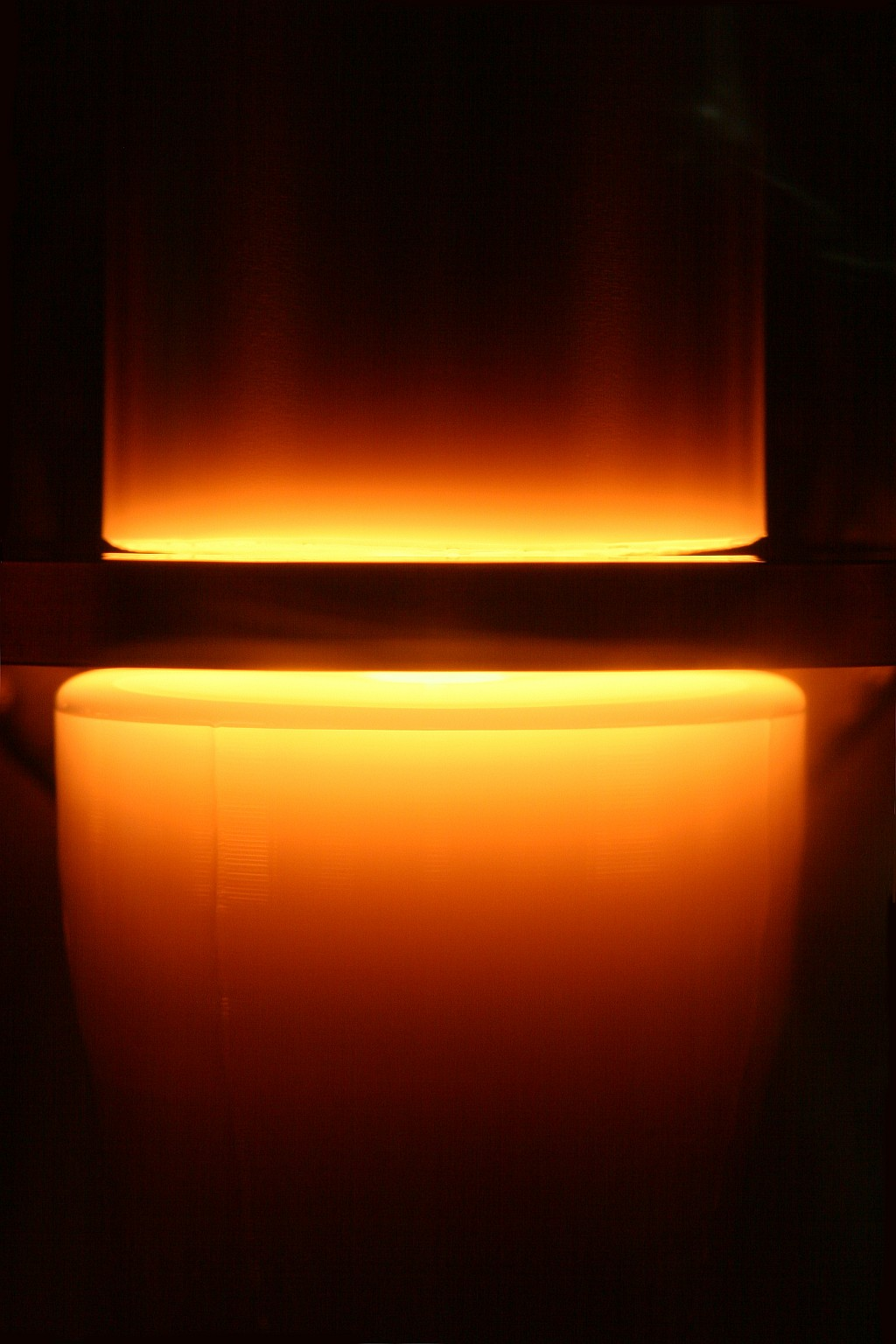
کریستال سیلیکون در حال رشد

سیلیکون ناحیه‌ای-شناور بسیار خالص است سیلیکون به دست آمده توسط عمودی ذوب ناحیه‌ای. این فرایند در آزمایشگاه‌های بل توسط هنری تویقه در سال ۱۹۵۵ به عنوان اصلاح روشی که توسط ویلیام گاردنر فن برای ژرمانیوم ایجاد شد، توسعه یافت. در پیکربندی عمودی سیلیکون مذاب دارای کشش سطحی کافی برای جلوگیری از جدا شدن این وزن است. اجتناب از ضرورت ظرف مهار کننده از آلایش سیلیکون جلوگیری می‌کند.

## کاربرد
سیلیسیم ناحیه-شناور به‌طور معمول برای ادوات قدرت و کاربردهای آشکارساز استفاده می‌شود. در برابر امواج تراهرتز بسیار شفاف است و معمولاً برای ساخت اجزای نوری مانند لنزها و دریچه‌ها برای کاربردهای تراهرتز استفاده می‌شود. همچنین در آرایه‌های خورشیدی ماهواره‌ها به کار می‌رود زیرا بازده تبدیل بالاتری دارد.